# بخش کارونگا
بخش کارونگا (انگلیسی: Karonga District) یکی از بخش‌های کشور مالاوی است.
این بخش ۳٬۳۵۵ کیلومتر مربع مساحت و ۱۹۴٬۵۷۲ نفر جمعیت دارد و مرکز آن شهر کارونگا می‌باشد.